# Pyrophractis
Pyrophractis é um gênero de traça pertencente à família Agonoxenidae.